# Cantó de Sant Rafèu
El cantó de Sant Rafèu és un cantó francès del departament de la Var, situat al districte de Draguinhan. Compta amb el municipi de Sant Rafèu.

## Municipis
- Sant Rafèu

## Història
| Data d'elecció                           | Identitat           | Partit           | Qualitat |
| ---------------------------------------- | ------------------- | ---------------- | -------- |
| 1967-1973                                | Henri Girod         | Divers gauche    |          |
| 1973-1986                                | René-Georges Laurin | UDR, després RPR |          |
| 1986-1992                                | Michel Gaillard     | RPR              |          |
| 1992-1998                                | René-Georges Laurin | RPR              |          |
| 1998-2004                                | Georges Ginesta     | RPR              |          |
| 2004-                                    | Françoise Dumont    | UMP              |          |
| les dades anteriors no són pas conegudes |                     |                  |          |
|                                          |                     |                  |          |

| 1962   | 1968   | 1975   | 1982   | 1990   | 1999   | 2006   |
| ------ | ------ | ------ | ------ | ------ | ------ | ------ |
| 13.425 | 17.844 | 21.080 | 24.118 | 26.616 | 30.671 | 33.874 |